# Rogério Duarte
Rogério Duarte Guimarães OMC (Ubaíra, 10 de abril de 1939 – Brasília, 14 de abril de 2016) foi um designer, ilustrador, músico, compositor, escritor, intelectual, tradutor e professor brasileiro. Duarte é considerado uma das figuras-chave no desenvolvimento do movimento Tropicália e foi mais conhecido pelo seus trabalhos no design gráfico, especialmente na concepção do pôster de Deus e o Diabo na Terra do Sol, de Glauber Rocha.
Ele foi uma figura do underground criativo carioca dos anos 1960 e foi associado a vários projetos artísticos da época. Polímata, seus trabalhos abrangem vários campos, porém, destacam-se as obras realizadas como designer de cartazes para vários filmes do cinema brasileiro, como Deus e o Diabo na Terra do Sol, Selva Trágica, Vidas Secas, entre outros. Também desenhou capas de discos para muitos nomes da música popular brasileira, como Caetano Veloso, Gilberto Gil, Gal Costa, João Gilberto e Jorge Ben Jor.

## Infância e juventude
Rogério Duarte nasceu em Ubaíra – cidade no interior da Bahia, à aproximadamente 5h de Salvador – na fazenda que fora de seu avô, e que seu pai veio a instalar a sede de sua empresa de energia elétrica. Neto de desembargador, sobrinho do educador Anísio Teixeira, e filho de um empresário do ramo de energia, Duarte conta que só pode frequentar a escola aos nove anos de idade devido às doenças tropicais que contraiu nas viagens que seu pai fazia acompanhado da família ao interior da Bahia para construir usinas hidrelétricas. No entanto, seu pai sempre foi muito rígido quanto aos seus estudos e Duarte cresceu em um ambiente bastante intelectualizado e culto.
Aos cinco anos de idade mudou-se do interior para Salvador. Lá, ainda no Ginásio, conheceu alguns dos seus melhores amigos, como o então futuro cineasta Glauber Rocha. Terminando o Ginásio, Duarte cursou o clássico no Instituto Normal da Bahia, adentrando, então, depois de formado, na Universidade da Bahia, que tinha um nicho intelectual crucial para sua formação. Na UFBA, Duarte passa a participar ativamente da cultura de vanguarda amplamente divulgada naquele ambiente e conhece uma figura que passaria a exercer forte influência sobre sua formação intelectual: a arquiteta, designer, diretora do Museu de Arte Moderna da Bahia (MAM-BA) e professora italiana Lina Bo Bardi.
A circulação ativa de Rogério desde a Escola de Teatro aos seminários de Música, à Escola de Arquitetura e Desenho Industrial, para a Escola de Belas Artes lhe muniam de um vocabulário estético novo e de vanguarda. Era considerado pelos colegas e conhecidos como uma pessoa muito inteligente e proficiente nos mais variados assuntos.
Em 1960, mudou-se para o Rio de Janeiro graças a uma bolsa do Ministério da Educação de Cultura, conferida a ele por um familiar. Na capital fluminense começa a estudar na Escolinha de Artes do Brasil, do Museu de Arte Moderna (MAM-Rio). Além disso, nesse momento, ele conhece o alemão Max Bense, que foi seu professor e influenciou seu trabalho no futuro.

## Carreira

### Início da carreira
Logo após sua chegada no Rio de Janeiro, Duarte entrou para a equipe do designer gráfico brasileiro Aloísio Magalhães, o que lhe conferiu muita experiência para utilizar em seu próprio design as técnicas às quais foi exposto. A imersão no universo do design gráfico modernista de Aloísio de Magalhães foi decisiva para o desfecho estético de Duarte.
Após dois anos no escritório de Aloísio de Magalhães, Duarte pediu demissão por considerá-lo, assim como todo o ciclo de designers e instituições modernistas, apenas uma cópia estética da Alemanha no Brasil, criticando a falta de uma identidade verdadeiramente nova e brasileira. Iniciou-se seu movimento de crítica e ruptura aos padrões estéticos vigentes na época, e de defesa de alternativas que considerassem o contexto e as particularidades do Brasil nas artes gráficas.
Posteriormente, trabalhou como diretor do Departamento de Artes Visuais do Centro Popular de Cultura (CPC), ligado à União Nacional dos Estudantes (UNE), sendo o responsável pelos projetos gráficos da instituição no começo da década de 1960. Paralelamente, trabalhou como diretor de arte na Editora Vozes.
Logo no início de sua carreira, a situação sociopolítica do Brasil se estreitou com o então Golpe Militar de 1964. O movimento, que instaurou uma Ditadura Militar no Brasil mudou os rumos da vida de Duarte. Neste período, o prédio da UNE no Rio de Janeiro foi incendiado e os artistas ligados ao CPC foram perseguidos pelo regime ditatorial. No mesmo ano, Duarte assina o cartaz de Deus e o Diabo na Terra do Sol, importante filme do Cinema Novo, de Glauber Rocha.

### Tropicália

Capa do primeiro álbum de Gilberto Gil feito por Rogério Duarte.

Em 1967, o Tropicalismo chega em seu auge, formado por artistas interessados em se manifestar diante à cultura hostil instaurada pelo regime militar, que atinge também o design gráfico, representado por Rogério Duarte. Autor da maior parte das peças gráficas do período, Duarte tinha conhecimento técnico e funcional, como os designers modernistas. No entanto, para que essa “tradição gráfica não virasse um dogma no Brasil”, além do caráter formal, as obras de Duarte traziam a ideia de rompimento e transgressão. Nesse sentido, alguns estudiosos apontam que Rogério Duarte “não deixou de observar a cultura brasileira, como as festas populares, as pinturas dos trios elétricos e a tipografia popular”, em que a linguagem gráfica anárquica e anticonvencional era consequência de uma possibilidade de libertação da arte das galerias. Nessa perspectiva, o design, assim como a música popular, permitiu a Duarte a possibilidade de uma comunicação com um grande público.
Já em 1967, Duarte produz o segundo cartaz para Glauber Rocha, no filme Terra em Transe. Em 1968, produz o cartaz de Cara a Cara de Júlio Bressane e a capa do homônimo primeiro álbum solo de Caetano Veloso, assim como o primeiro álbum de Gilberto Gil, com o mesmo nome.

## Obras

Capa do álbum de estreia de Caetano Veloso projetado por Rogério Duarte.

O crítico de cinema Ismail Xavier (1947) chama a multiplicidade de linguagens e estilos presentes na obra de Rogério Duarte de “jogo de contaminações”. De fato, a polifonia dos trabalhos do artista e os campos diversos nos quais ele atuava não permitem classificação de sua obra em apenas um movimento. Sua obra engloba cartazes do Cinema Novo, Capas de LPs do movimento Tropicália, letras de rock, poemas, traduções, textos teóricos, etc..
O primeiro trabalho que tira Rogério Duarte do anonimato é o cartaz do filme Deus e o Diabo na Terra do Sol, feito em 1964. Segundo o designer Chico Homem de Melo, se por um lado o cartaz tem “preocupação modernista com clareza diagramática”, por outro há “camadas cromáticas que parecem um sol em torno da cabeça do [...] Corisco e acabam por ofuscar a nitidez do retrato [...] ”. Nas palavras do crítico Jorge Caê Rodrigues, “Rogério mantém o rigor e o conhecimento técnico, mas faz uma síntese entre o racionalismo e a exuberância tropical”.

#### Deus e o Diabo na Terra do Sol

Cartaz de "Deus e o Diabo na Terra do Sol", produzida por Duarte em 1964.

Duarte conta que teve total liberdade criativa na concepção do cartaz do filme Deus e o Diabo na Terrra do Sol e que, quando concluiu o projeto "[...] Glauber estava em Roma. Ele só viu depois de impresso. Não deu nenhuma opinião. Deixou-me inteiramente à vontade para eu fazer o que me parecesse melhor".

Existem evidentes características no cartaz de Deus e o diabo na terra do Sol que indicam influências construtivistas, na composição, e do Estilo Internacional, na tipografia. A fotomontagem, as cores, a tipografia sem serifa, o leiaute limpo e o uso de formas geométricas são o indício disso. O autor do cartaz, Rogério Duarte, afirma ter-se inspirado na obra de Sergei M. Eisenstein.  Duarte, todavia, não adere totalmente aos princípios construtivistas em sua arte. Aumenta a complexidade da linguagem ao sobrepor elementos e camadas cromáticas – inclusive com um sobretom de magenta e vermelho que pode causar dificuldades de reprodução. O vermelho, classicamente associado ao calor, ao sangue e à paixão, também se refere à revolução e à rebeldia. Por um lado, refere-se à realidade do sertão bárbaro, por outro, aos ideais imbuídos no filme. Lançado em junho de 1964, dois meses após o golpe militar que destituiu João Goulart da presidência da República, pode-se imaginar o impacto que as cores do cartaz devem ter causado na opinião pública.
Neste cartaz eu utilizo toda uma nova concepção de cor, que é fruto de toda uma pesquisa profunda. O offset se caracteriza pela pouca quantidade de tinta. Então se você pega uma fotografia, por mais bela que seja, e apenas a reproduz sem conhecer direito as especificidades do offset, e se você imprime só o vermelho, fica desbotado. [...] Então você tem que estudar o meio que trabalha e tirar dele o máximo partido. E foi o que eu fiz. Por exemplo, no cartaz do Deus e diabo na terra do sol, era o vermelho que assustava. Para dar mais colorido, conseguir uma cor mais forte, possibilitar que o espectador sinta a tinta, eu formei o vermelho com seus componentes, utilizando a teoria da cor moderna. Misturei o magenta com o amarelo, que são os componentes em termos de pigmento para formar o vermelho. E aquilo causou um efeito muito forte. O que era a concretização de toda minha pesquisa sobre design. E assim eu consegui que meus trabalhos passassem a ser não mais uma referência de uma outra coisa, mas obras em si, reais. O papel expressava.

#### Qualquer Coisa - Caetano Veloso
A capa do disco Qualquer Coisa, de 1975, de Caetano Veloso, por exemplo, tem influências da Arte Pop e da capa do disco Let it Be, de 1970, do grupo de rock inglês Beatles. Para Rogério Duarte, “tudo aquilo que não tinha status de ´bom desenho`, para usar o termo maniqueísta que Ulm usava, interessava à Tropicália”. Se por um lado, Rogério Duarte rompe com os ulmianos, por outro, há nos seus projetos esforço de afirmação do Design Gráfico no Brasil. No documentário Rogério Caos e os experimentalismos tropicais, de Claudio César Gonçalves, o artista situa seu trabalho da década de 1960 em novo espaço. O design brasileiro significa, até essa época, a criação de logomarcas no mundo corporativo ou o design funcionalista proposto pela Esdi. Ao utilizar o design gráfico em capas e cartazes, Rogério Duarte transforma-o em veículo de comunicação de massas. Além disso, insere o design em campo antes ocupado pela pintura e pelo desenho.

## Prisão

Rogério Duarte e seu irmão Ronaldo Duarte em Manifestação estudantil contra a ditadura.